# Mazeuil
Mazeuil es una comuna francesa situada en el departamento de Vienne, en la región de Nueva Aquitania.

## Demografía
| 358 | 308 | 298 | 280 | 273 | 254 | 257 |
| Para los censos de 1962 a 1999 la población legal corresponde a la población sin duplicidades (Fuente: INSEE [Consultar]) |     |     |     |     |     |     |